# Alain Sutter
Pour les articles homonymes, voir Sutter.
 (avril 2024).
Si vous disposez d'ouvrages ou d'articles de référence ou si vous connaissez des sites web de qualité traitant du thème abordé ici, merci de compléter l'article en donnant les références utiles à sa vérifiabilité et en les liant à la section « Notes et références ».
Alain Sutter est un footballeur international suisse né le 22 janvier 1968 à Berne.

## Biographie
Milieu gauche très précoce, Alain Sutter débute en équipe de Suisse dès 1985. Pourtant il ne s'impose pas immédiatement au Grasshopper Zurich  entre 1985 et 1987. Il est donc prêté dans sa ville natale de Berne et il y dispute sa première saison pleine en 1987-1988. De retour à Zurich il devient un pion important en club comme en sélection nationale. Sous la direction du célèbre entraineur allemand Ottmar Hitzfeld, il remporte le Championnat Suisse en 1990 et 1991 ainsi que la coupe de Suisse en 1989 et 1990 et une supercoupe de Suisse en 1989.
Lors de l'été 1993 il file vers l'Allemagne et le club du FC Nuremberg. En Bundesliga Alain Sutter joue beaucoup mais il ne peut empêcher la relégation du club qui finit à la seizième place. Cette saison 1993-1994 est largement embellie par son parcours en équipe nationale. Pour la première fois depuis 1966 la Suisse se qualifie pour la coupe du monde en finissant deuxième de son groupe d'éliminatoires (derrière l'Italie mais devant des nations comme l'Écosse et le Portugal). Lors de cette coupe du monde 1994 la Suisse et Sutter se révèlent au grand public. Elle fait match nul 1-1 contre les États-Unis, pays organisateur, pour commencer. Puis elle inflige une sévère défaite 4-1 à la Roumanie de Gheorghe Hagi, futur quart de finaliste. C'est Alain Sutter qui inscrit le premier but de cette rencontre à la seizième minute de jeu. Les Suisses perdent leur troisième match de poule 0-2 contre la Colombie mais finissent 2e de leur poule et défient l'Espagne en huitième de finale. C'est la première fois depuis quarante ans qu'elle atteint ce stade de la compétition. Elle s'incline 0-3 et l'aventure s'arrête brusquement mais Alain Sutter s'est fait remarquer sur son flanc gauche.
Cette belle aventure aux États-Unis lui vaut une signature au prestigieux Bayern Munich. Il ne s'impose pas vraiment chez les champions d'Allemagne et le club ne finit qu'à la sixième place en championnat. En coupe d'Europe cela se passe mieux puisque le club atteint les demi-finales de la ligue des champions où il est éliminé par l'Ajax Amsterdam. En 1995 Alain Sutter rejoint alors le SC Fribourg, révélation de la saison 1994-1995 avec une surprenante troisième place en Bundesliga. À Fribourg, Alain Sutter passe une première saison quelconque ponctuée d'une onzième place en championnat puis une seconde très décevante et terminée à la dix-septième place. Le club est donc relégué en 1997. Ce passage à Fribourg marque aussi la fin de la carrière internationale d'Alain Sutter à 28 ans seulement. Il n'est en effet pas dans le groupe retenu pour l'Euro 1996 et il ne réapparait pas par la suite en équipe nationale.
Après la relégation de Fribourg, il s'engage en Major League Soccer à Dallas. Il effectue toute la saison 1997, où le club s'incline en demi-finale des play-offs face aux Colorado Rapids, mais il se blesse gravement début 1998. Cela le contraint à mettre un terme à sa carrière à tout juste 30 ans.

## Palmarès
- Grasshopper Zurich
  - Champion de Suisse en 1990 et 1991
  - Vainqueur de la coupe de Suisse en 1989 et 1990.
  - Vainqueur de la supercoupe de Suisse en 1989.

- Suisse
  - 63 sélections et 5 buts entre 1985 et 1996[1]
  - Participation à la coupe du monde 1994 aux États-Unis (huitièmes de finaliste)